# Endre Hedri

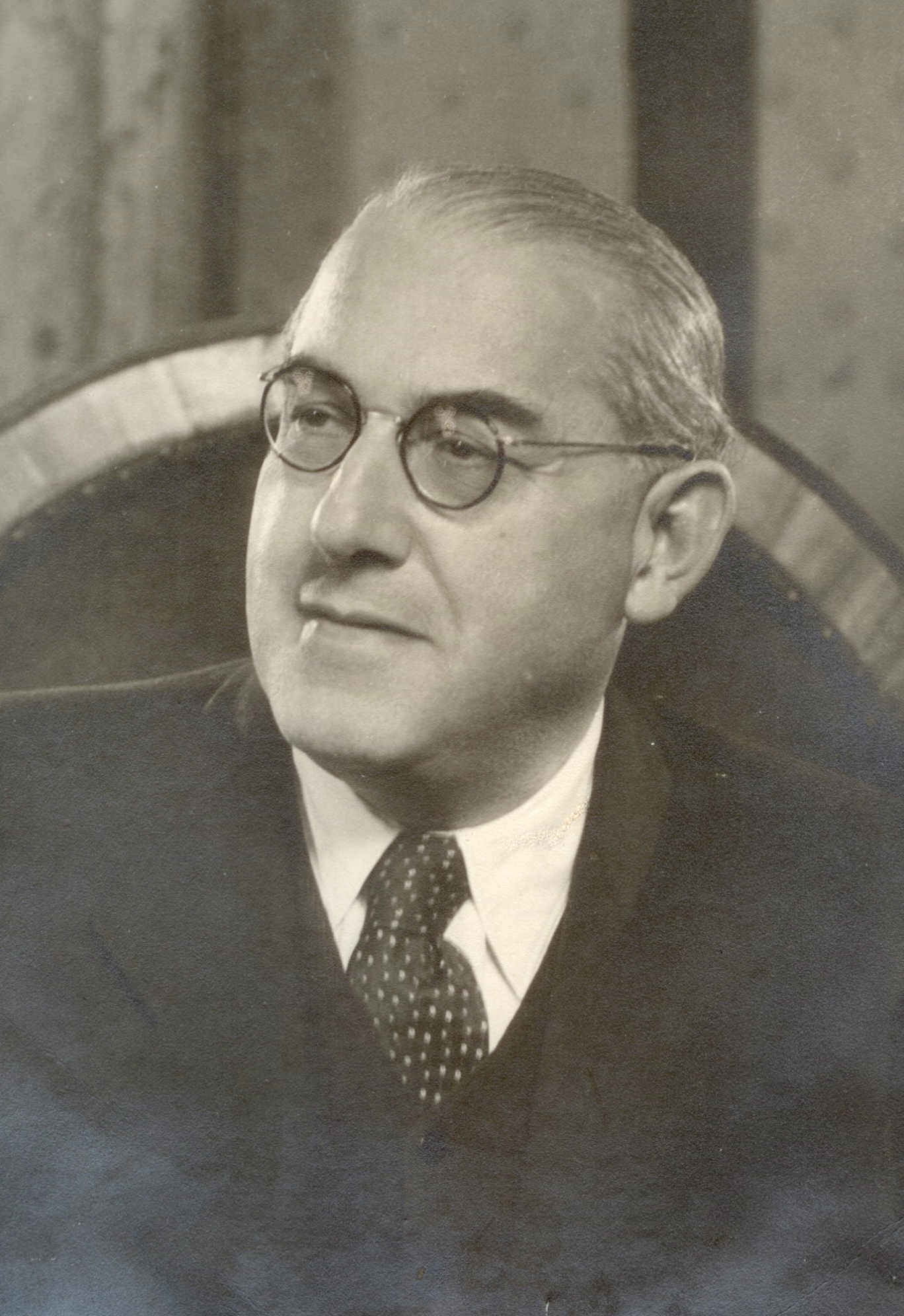
Endre Hedri (um 1950)

Endre Hedri (* 19. September 1893 in Gradiška; † 11. November 1962 in Budapest) war ein ungarischer Chirurg und Hochschullehrer. In seinem Land begründete er die Unfallchirurgie.

## Leben
Hedris beruflicher Lebensweg war geprägt durch sein Elternhaus. Sein Vater war ein Landarzt. Schon in seiner frühen Jugend entschied er, seinem Vater folgend, seine Fähigkeiten und seine Arbeit in den Dienst kranker Menschen zu stellen.
An der Universität galt er als ernsthafter und engagierter Student. Schon während seiner Studienzeit arbeitete er nebenbei am Pathologischen Institut (Kórbonctani Intézet) der Semmelweis-Universität. Daneben war er aktives Mitglied des Galilei-Kreises (Galilei Kör), einer freidenkerisch linksorientierten Bewegung im damaligen Ungarn.
Nach seiner Ausbildung bekam der junge Arzt eine Stelle in der Chirurgie-Abteilung des Rókus-Krankenhauses (Rókus Kórház) als Assistent von Manó Herczel.
Um seine chirurgischen Kenntnisse zu erweitern, suchte er in den 1920er Jahren Kontakt zu Anton von Eiselsberg, Ferdinand Sauerbruch sowie Erwin Payr an der Universität Leipzig, um von diesen zu lernen. Zudem ging er nach Szeged, um an der Chirurgischen Klinik bei Kamilló Vidákovits zu arbeiten.
Danach folgte eine Tätigkeit als Chirurg am Krankenhaus in der Uzsoki-Straße (Uzsoki utcai Kórház). Dort kam er in intensiven Kontakt mit den ärmeren Schichten Budapests, was ihn nachhaltig beeindruckte. Im Jahr 1943 folgte ein Wechsel zum Anna-Koltói-Unfall-Krankenhaus (Koltói Anna Baleseti Kórház), an dessen Aufbau er maßgebend beteiligt war.
Nach dem Krieg wurde er 1947 zum Professor für Chirurgie an der Universität ernannt.
Im Oktober 1949 übernahm er das Direktorat der I. Chirurgischen Klinik der Semmelweis-Universität. Unter seiner Führung wurden in der Klinik moderne Abteilungen für Thoraxchirurgie und Unfallchirurgie eingerichtet. Innovativ war er auch in der Chirurgie des Dickdarms und des Pankreas. Er starb mit 69 Jahren im Amt.
Sein Grab befindet sich auf dem Farkasréti temető (Friedhof Farkasrét) in Budapest.

## Lehre
Hedri war nicht nur ein erfolgreich praktizierender Arzt, sondern auch ein bemerkenswerter und angesehener Hochschullehrer, der Lehrbücher für Medizinstudenten schrieb sowie auch als Herausgeber medizinischer Schriften wirkte. Das Lehrbuch Részletes sebészet, erstmals veröffentlicht im Verlag Tankönyvkiadó in Budapest im Jahr 1951, gehörte zur damaligen Zeit in Ungarn zu den Standardwerken für Studenten in der chirurgischen Ausbildung.

## Würdigung
Nicht nur in Ungarn, sondern auch im Ausland wurde seine Arbeit hoch geschätzt. 1959 erhielt Endre Hedri die medizinische Ehrendoktorwürde der Universität Leipzig.  Zudem wurde er korrespondierendes Mitglied der Deutschen Chirurgischen Gesellschaft. Zum Ende seines Lebens wurde er zum Präsidenten der Sándor-Korányi-Gesellschaft gewählt. Der Arzt und ehemalige Kollege Zoltán Zsebők beschreibt Hedri in seinem Nachruf als einen „Humanisten“, dem immer das Wohl aller seiner Patienten am Herzen lag.